# Charly Wittong
Charly Wittong, eigentlich Carl Friedrich Wittmaack (* 26. November 1876 in Altona; † 24. Oktober 1943 bei Lüneburg) war ein deutscher Volkssänger.

## Leben
Mit 18 Jahren trat er im Schusterkeller in der Heinestraße (heute Hamburger Berg) auf, später dann bei Emil Naucke. Mit dem bekannten Hamburger Komödianten Hein Köllisch war er befreundet. Später trat Wittong auf der Reeperbahn in dem von Köllischs Familie fortgeführten „Universum“ auf. Sein Repertoire umfasste in dieser Zeit ausschließlich hochdeutsche, zum größten Teil romantische Lieder, die er angetan mit Samtjackett und Kniehose präsentierte. 1912 begegnete Charly Wittong im Kaiser-Cafe am Schulterblatt dem Seemann, Texter und Veranstalter Walter Rothenburg, dessen plattdeutsche Couplets er von da an als Hamburger Buttje mit blauer Büx und Elbsegler darbot. Sehr beliebt wurde zum Beispiel

„An de Eck von de Steenstroot steiht’n Olsch mit Stint“

Mit diesem neuen Repertoire, zu welchem auch der Liederautor August Wismar Rosendahl merklich beitrug, trat Wittong in zahlreichen Varietés auf, u. a. im Wintergarten in Berlin.
Wittong sang, ehe er zu den Mundartliedern fand, auch hochdeutsche lyrische Lieder, Volkslieder und gelegentlich sogar Operettenmelodien. Künstlerische Vorbilder waren für ihn Sänger wie Otto Reutter und Robert Steidl. Ab und zu trat er im Zirkus auf.
In Filmen mit Hamburger Lokalkolorit spielte er kleinere Rollen, so z. B. in Razzia in St. Pauli.
Schon seit den 1910er Jahren machte er zahlreiche Schallplattenaufnahmen seiner Lieder auf unterschiedlichen Marken (frühe Aufnahmen auf Grammophon, Zonophon, Favorite, spätere ab etwa 1925 auf Lindström-Etiketten Odeon, Parlophon und Beka, und auf Homocord und Isiphon). Als 1924 der Rundfunk auch nach Hamburg kam, trat Wittong auch vor das Mikrophon der NORAG.
Nachdem 1943 sein eigenes Haus auf Helgoland ausgebombt worden war, zog sich Wittong nach St. Dionys bei Lüneburg zurück. Hier starb er am 24. Oktober 1943. Auf seinen Wunsch wurde er aber in Hamburg beerdigt.
Bei Wittongs Beisetzung in Hamburg rief Rothenburg ihm in Anspielung auf ihr gemeinsames Lied vom Hamborger Fährjung am Grabe nach:

„Charly, wi fohrt all mal röber, de een so, de anner so. Nu büst du vorut fohrt. Gode Reis!“

## Tondokumente (Auswahl)
Bei Parlophon/Beka als „Hamburger Special-Aufnahmen“ angegeben:
- B.6251 (mx. 34 321 W) Alster und Elbe (Erich Walden, Text von Theodor Stockmann) / (mx. 34 322) Heintje Klüüt (Erich Walden, Text von Theodor Stockmann)
- B.6252 (mx. 34 320) Das Fischerhaus auf Norderney (Rich. Blank, Text von Reinh. Pfeiffer) / (mx. 34 325) Das Mütterlein vom Elbestrand (Rob. Simon, Text v. Walter Rothenburg)
- B.6253 (mx. 34 317) Es sind die alten Straßen noch (Wismar Rosendahl) / (mx. 34 319) Seemanns Freund und Leid (Text von Charly Wittong)
- B.6254 (mx. 34 318) De ole Moder Bostelmann (Hugo Seelhorst, Text v. Hans Brockmann) / (mx. 34 323) Schatz, wir beide fahren heut ins Wochenend’ (Wismar Rosendahl)
- B.6255 (mx. 34 315) Mein Hamburg, ich hab dich so lieb (Hans Kandler) / (mx. 34 324) Das Lied von der Elbe (Wismar Rosendahl)
- B.6256 (mx. 34 316) Ob du in Barmbek wohnst (Wismar Rosendahl) / (mx. 34 326) Hamburg wer dich einmal sah (O. Otto)

Weitere Schallplattenaufnahmen von ihm waren unter anderem:
- De gleunigen Nieten (Text von Hagen, auf Homocord B.1752 (mx. M 17 635))
- Das Fischerhaus auf Norderney (Text von Pfeiffer, auf Homocord 4-2593 (mx. M 20 044))
- Das Mütterlein vom Elbestrand (Text von Walter Rothenburg, auf Odeon O-2255 (mx. Be 6152))
- De Hamborger Jung (Isiphon Nr. 269 (mx. 7164))
- De Hamborger Fährjung (besser bekannt unter: Fohr mi mol röber)(Beka B.5015 (mx. 30 312))
- Jede Putt find't sien Deckel (Homocord B.23 (mx. M 16 501) 1926)
- Neue Hamborger Biller (Homocord B.23 (mx. M 16 500) 1926)

## Wiederveröffentlichungen
Folgende Tonaufnahmen von Wittong sind 1998 auf einer CD mit dem Titel Fohr mi mol röber wieder veröffentlicht worden (Bear Family Records CD MUSA 007):
- Ob du in Barmbek wohnst
- Hamborger Buttje
- Alster und Elbe
- Ich wollt’, ich wär ein kleines Mägdelein
- De swatte Kat
- Hamborger Kinner
- Mein Hamburg, ich hab dich so lieb
- Hamborger Kedelklopper
- Hamburg, wer dich einmal sah
- Scheun mutt dat sien
- De Deerns von St. Pauli
- Heintje Klütt
- Ich hab auf St. Pauli ’ne Kleine
- Auf der Reeperbahn
- De ole Moder Bostelmann
- Schatz, wir fahren beide heut´ins Wochenend
- Die schönste Stadt ist Hamburg
- Seemanns Abschied
- Mäken, magst mi lieden
- Hamborger Biller
- Es sind die alten Straßen noch